# NGC 7562
NGC 7562 is een elliptisch sterrenstelsel in het sterrenbeeld Vissen. Het hemelobject werd op 25 oktober 1785 ontdekt door de Duits-Britse astronoom William Herschel.

## Synoniemen
- UGC 12464
- MCG 1-59-24
- ZWG 406.39
- PGC 70874